# Adelson e Salvini
Adelson e Salvini è la prima opera di Vincenzo Bellini.
Il libretto di Andrea Leone Tottola, già musicato nel 1816 da Valentino Fioravanti, si basa sul romanzo di François-Thomas-Marie de Baculard d'Arnaud, Épreuves du Sentiment (1772).
L'opera fu rappresentata in prima assoluta nel febbraio del 1825 (forse il giorno 12) al teatrino del Conservatorio di San Sebastiano, a Napoli. La prima ripresa in tempi moderni ha avuto luogo il 6 novembre 1985 al Teatro Metropolitan di Catania grazie alla revisione di Salvatore Enrico Failla condotta sul manoscritto autografo custodito presso il Museo civico belliniano di Catania. Di questa prima versione, in forma di Opéra-comique, è stato pubblicato il cd, nel 1985, da Bongiovanni, con il Drottningholms Barockensemble.
Negli anni successivi Bellini rielaborò profondamente la partitura, riducendo gli atti da 3 a 2, sostituendo i dialoghi parlati con i recitativi. Questa è l'unica opera in cui il compositore fa uso dei recitativi secchi. La parte di Bonifacio, il personaggio buffo, fu tradotta dal napoletano in lingua italiana. Nel corso dell'Ottocento la nuova versione, completata nel 1828 e destinata al Teatro del Fondo di Napoli, non fu mai rappresentata, ma fu pubblicata da Ricordi nella riduzione per canto e pianoforte. Ha debuttato il 23 settembre 1992 al Teatro Massimo Bellini di Catania, nell'edizione curata dal musicologo catanese Domenico De Meo.

## Trama
L'azione si svolge in Irlanda nel XVII secolo.

### Atto I
Lord Adelson, momentaneamente in viaggio, ospita nel suo castello la fidanzata Nelly, una giovane orfana, e l'amico Salvini, un pittore italiano segretamente innamorato di Nelly e a sua volta amato in segreto da Fanny, una giovane irlandese cui dà lezioni di pittura.
Nel castello si è infiltrato Geronio, spia del colonnello Struley, proscritto tempo addietro dal padre di Adelson. Struley è per giunta lo zio di Nelly, che intende far rapire dal castello per vendicarsi della famiglia Adelson.
Salvini, combattuto tra l'amore per Nelly e l'amicizia verso Adelson, medita il suicidio, mentre il servo napoletano Bonifacio Beccheria tenta di confortarlo con bizzarri ragionamenti. Salvini è tra l'altro angustiato da un problema di coscienza: ha intercettato una lettera di Adelson alla fidanzata e ora non sa se consegnarla.

Finalmente si decide, ma quando Nelly gli chiede di leggerle la lettera a voce alta, Salvini si inventa una notizia fatale: per volontà di uno zio, Adelson è costretto a sposare la figlia di un duca, rompendo il fidanzamento.
Adelson fa ritorno al castello, accolto da grandi festeggiamenti, ma si sorprende nel non vedere tra i suoi ospiti l'amico pittore.

### Atto II
Tutto è pronto per le nozze tra Adelson e Nelly ma l'assenza dell'amico preoccupa il castellano. Quando finalmente lo trova, Salvini sta per spararsi un colpo di pistola. Adelson lo ferma, intuisce che il gesto è dettato da un'infelice passione amorosa e, credendo di identificare in Fanny l'oggetto di tanto amore, gli concede la mano dell'allieva pittrice. Nessuno dei due fa tuttavia il nome della ragazza e, in un gioco di equivoci, Salvini ringrazia con slancio l'amico, credendo che gli abbia concesso la mano di Nelly.
Rimasto solo, Salvini è avvicinato da Struley, che intende approfittare della sua passione per Nelly per portare a compimento i suoi piani criminali. Mentendo, il proscritto confida a Salvini che Adelson è in realtà già segretamente sposato a Milady Artur e che la promessa e il matrimonio con Nelly non sono che l'inganno di un abile seduttore.
Struley fa incendiare un casino in fondo al parco del castello affinché, alla vista delle fiamme, tutti accorrano sul luogo del disastro e i suoi uomini possano rapire Nelly. Salvini, dopo aver riferito alla fanciulla del presunto inganno di Adelson, diviene inizialmente complice del colonnello e di Geronio.
L'incendio è domato, ma s'ode di lontano un colpo di rivoltella. Bonifacio si precipita in scena raccontando che Salvini, resosi conto dell'inganno, ha pugnalato Geronio ed è rimasto leggermente ferito da una pallottola di Struley, riuscendo però a liberare Nelly.
Salvini entra in scena e riconsegna la fidanzata all'amico. Ha deciso che partirà per Roma, per trattenervisi un anno prima di tornare al castello e sposare Fanny.

### Il finale della prima versione
Nelly è sfuggita all'agguato di Struley ma è priva di sensi. Adelson, che ha capito finalmente chi era il vero oggetto dell'amore di Salvini, gli mostra l'orfana facendogli credere che sia morta. Salvini vorrebbe uccidersi, ma quando vede Nelly rialzarsi la sua gioia è tanto grande che la sua passione si sublima e, rinunciando definitivamente alla fidanzata dell'amico, egli si dichiara pronto a sposare la piccola Fanny.

## Cast della prima assoluta
| Ruolo         | Registro vocale | Interprete                    |
| ------------- | --------------- | ----------------------------- |
| Nelly         | soprano         | Giacinto Marras (en travesti) |
| Fanny         | mezzosoprano    | ....                          |
| Madame Rivers | mezzosoprano    | Luigi Rotellini (en travesti) |
| Salvini       | tenore          | Leonardo Perugini             |
| Lord Adelson  | baritono        | Antonio Manzi                 |
| Struley       | basso           | .... Talamo                   |
| Bonifacio     | basso buffo     | Giuseppe Ruggiero             |
| Geronio       | basso           | .... Ciotala                  |

## Arie principali
- Immagine gradita (Fanny)
- Dopo l'oscuro nembo (Nelly)
- Sì, cadrò... ma estinto ancora (Salvini - prima versione)
- Ecco signor la sposa (Salvini - seconda versione)

## Struttura musicale

### Prima versione
- Sinfonia

#### Atto Primo
- 1 Introduzione Immagine gradita - Vien gente! Ah, mi dispiace (Fanny, Madama Rivers, Geronio, Coro)
- 2 Aria Geronio ancor non viene (Struley)
- 3 Cavatina Bonifacio Voccafrolla? (Bonifacio)
- 4 Duetto Speranza seduttrice (Salvini, Bonifacio)
- 5 Romanza Dopo l'oscuro nembo (Nelly)
- 6 Finale primo Ah! L'oppresse il dolor - Noi qui l'attendiamo - Di piacer la voce echeggi (Salvini, Nelly, Bonifacio, Madama Rivers, Fanny, Geronio, Adelson, Coro)

#### Atto Secondo
- 7 Duetto Ehi! Geronio! (Struley, Geronio)
- 8 Duetto Torna, o caro, a questo seno (Adelson, Salvini)
- 9 Aria Taci, attendi, e bedarraje? (Bonifacio)
- 10 Finale secondo Ecco alfin quel caro oggetto (Adelson, Salvini, Fanny, Nelly, Madama Rivers, Bonifacio, Coro, Geronio, Struley)

#### Atto Terzo
- 11 Duetto Baldanzoso, che dici? (Adelson, Bonifacio)
- 12 Aria con cori Ebben, perché respira - Sì, cadro, ma estinto ancora (Salvini)
- 13 Finale terzo Ah, Nelly! Tributo umile (Adelson, Nelly, Fanny, Salvini, Bonifacio, Madama Rivers, Coro)

### Seconda versione
- Sinfonia

#### Atto Primo
- 1 Introduzione Immagine gradita - Vien gente! Ah, mi dispiace (Fanny, Madama Rivers, Geronio, Coro)
- 2 Aria Geronio ancor non viene (Struley)
- 3 Cavatina Bonifacio Beccheria? (Bonifacio)
- 4 Duetto Speranza seduttrice (Salvini, Bonifacio)
- 5 Romanza Dopo l'oscuro nembo (Nelly)
- 6 Finale primo Ah! L'oppresse il dolor - Noi qui l'attendiamo - Di piacer la voce echeggi (Salvini, Nelly, Bonifacio, Madama Rivers, Fanny, Geronio, Adelson, Coro)

#### Atto Secondo
- 7 Aria con cori Ehi! Geronio! (Struley)
- 8 Aria con pertichini Poni l'esca a contatto del fuoco (Bonifacio, Nelly)
- 9 Duetto Torna, o caro, a questo seno (Adelson, Salvini)
- 10 Aria Taci, attendi, e vedrai? (Bonifacio)
- 11 Finale secondo Ecco alfin quel caro oggetto (Adelson, Salvini, Fanny, Nelly, Madama Rivers, Bonifacio, Coro, Geronio, Struley)

## Discografia
| Anno | Cast (Adelson, Salvini, Nelly, Struley, Madama Rivers, Bonifacio, Geronio)                                         | Direttore        | Etichetta  |
| ---- | --- | ---------------- | ---------- |
| 1992 | Fabio Previati, Bradley Williams, Alicia Nafé, Roberto Coviello, Eleonora Jankovic, Aurio Tomicich, Giancarlo Tosi | Andrea Licata    | Nuova Era  |
| 2016 | Simone Alberghini, Enea Scala, Daniela Barcellona, Maurizio Muraro                                                 | Daniele Rustioni | Opera Rara |